# 志水隆一
志水 隆一（しみず りゅういち、1937年1月2日 - ）は、日本の数理科学・応用物理学者。大阪大学名誉教授・元超高圧電子顕微鏡センター長。大阪工業大学情報科学部元教授・リエゾンセンター長。工学博士（大阪大学）。元応用物理学会理事。元日本電子顕微鏡学会理事。国際マイクロアナリシス連合(IUMAS)名誉会員・元理事。元日本学術振興会第141委員会マイクロビームアナリシス委員長。元国際標準化機構(ISO)-TC201国際議長。
専門は、数理科学・応用物理学、数値解析/数値シミュレーション。

## 略歴
大阪府大阪市出身。1964年大阪大学大学院工学研究科応用物理学専攻博士課程修了、工学博士（大阪大学）。1965年同大学工学部応用物理学科助手およびテュービンゲン大学応用物理研究所客員研究員。1969年大阪大学工学部応用物理学科助教授。1977年カリフォルニア大学バークレー校(UCB)客員教授。1986年大阪大学工学部応用物理学科教授。1997年同大学超伝導エレクトロニクスセンター長、1998年同大学超高圧電子顕微鏡センター長を経て、2000年大阪大学名誉教授。同年、大阪工業大学情報科学部情報科学科教授。2007年同学部コンピュータ科学科（現：情報知能学科）教授。同年、大阪工業大学退官。同大学リエゾンセンター長も務めた。
主な所属学会は、米国マイクロ(ビーム)アナリシス学会(MAS)、国際マイクロアナリシス連合、応用物理学会、日本表面科学会、日本電子顕微鏡学会。

## 主な受賞
- 米国マイクロビームアナリシス学会(MAS)賞(1982)?[5]
- 第6回応用物理学会業績賞(研究業績, 2005)・論文賞受賞(1985)[6]
- 日本表面科学会賞受賞(2003)
- 米国顕微鏡学会Distinguithed Scientist Award(2002)
- 日本電子顕微鏡学会論文賞(1994) ・ 瀬藤賞(1984)
- 井上春成賞（共同受賞、1983）

## 主な研究
- コンピューターシミュレーション・プログラムの開発[7]
- 電子散乱励起過程の電算機シミュレーションによる研究
- 関数制御型加速電圧変調による能動型実時間画像処理電子顕微鏡の試作
- 高分解能電子顕微鏡用演算機能内蔵型CCDカメラの開発
- FIB(Focused Ion Beam) 〜その開発が目指したもの
- ガンマ線スペクトル計測による土壌ラジウム濃度測定システムの開発 - 東京大学理学系研究科・カザフスタン核物理研究所(INP)との共同研究[8]